# Pristimantis acutirostris
Pristimantis acutirostris es una especie de anfibio anuro de la familia Craugastoridae. Es endémica de Colombia. Su hábitat natural son los bosques húmedos tropicales o subtropicales de montaña. Está amenazada por la pérdida y la degradación de sus hábitats.